# Aulonocara maylandi
Aulonocara maylandi är en fiskart som beskrevs av Trewavas, 1984. Aulonocara maylandi ingår i släktet Aulonocara och familjen Cichlidae. IUCN kategoriserar arten globalt som sårbar.

## Underarter
Arten delas in i följande underarter:
- A. m. kandeensis
- A. m. maylandi

## Bildgalleri

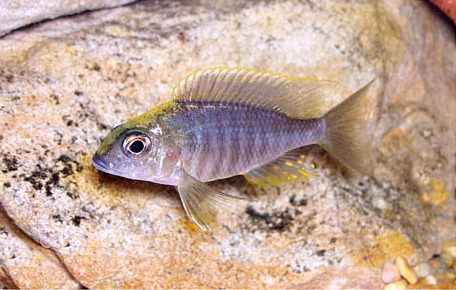